# Narciso Jubany
Narciso Jubany Arnau (en catalán: Narcís Jubany i Arnau) (Santa Coloma de Farnés, 12 de agosto de 1913-Barcelona, 26 de diciembre de 1996) fue un arzobispo y cardenal español.

## Biografía
Nació en 1913 en Santa Coloma de Farnés, población situada en la comarca de la Selva. Estudió en el seminario de Barcelona, donde fue ordenado sacerdote el 30 de julio de 1939. Posteriormente se doctoró en Teología en la Universidad Pontificia Comillas y en derecho canónico en la Pontificia Universidad Gregoriana de Roma.
En Barcelona fue profesor de Teología y viceconsiliario de Acción Católica del Obispado de Barcelona. En 1954 fue nombrado canónigo de la catedral de Barcelona y oficial del tribunal diocesano. En 1955 fue consagrado obispo titular de Orthosias in Phoenicia y obispo auxiliar de Barcelona. Participó en el Concilio Vaticano II (1962-1965). El 7 de febrero de 1964 fue nombrado obispo de Gerona. 
El 3 de diciembre de 1971 fue nombrado arzobispo de Barcelona, en sustitución de Marcelo González Martín (1966-1971).
El 5 de marzo de 1973 fue creado cardenal del título de San Lorenzo in Damaso, participando como tal en los dos cónclaves de 1978. En 1981 el papa Juan Pablo II lo nombró miembro del consejo de cardenales para el estudio de los problemas económicos y organizativos de la Santa Sede. 
El 23 de marzo de 1990 fue aceptada su dimisión como arzobispo de Barcelona por razones de edad y, en 1993, al llegar a los ochenta años, perdió la condición de cardenal elector. 
Autor de El voto de castidad en la ordenación sagrada (1952, una de sus tesis doctorales, y El diaconado y el celibato eclesiástico (1964). En 1992 se publicó una miscelánea en honor suyo. En 1991 fue galardonado con la Medalla de Oro de la Generalidad de Cataluña. Murió en Barcelona el 26 de diciembre de 1996. Sus restos reposan en la catedral de Barcelona.
| Predecesor: Josep Cartañà Inglés    | Obispo de Gerona 1964 - 1971       | Sucesor: Jaume Camprodon Rovira      |
| Predecesor: Marcelo González Martín | Arzobispo de Barcelona 1971 - 1990 | Sucesor: Ricard Maria Carles i Gordó |